# Elecciones generales de Nueva Zelanda de 1996
Las elecciones generales de Nueva Zelanda de 1996 se celebraron el 12 de octubre de 1996 con el fin de elegir los diputados de la 45a legislatura de la Cámara de Representantes de Nueva Zelanda. Estas elecciones fueron novedosas por la adopción del sistema de representación proporcional mixta, mediante el cual una parte de los diputados serían electos en circunscripciones unipersonales mediante escrutinio mayoritario uninominal y el resto se elegirían proporcionalmente en una circunscripción única nacional. Aunque el Partido Nacional de Nueva Zelanda se mantuvo como la primera fuerza parlamentaria, la pérdida de la mayoría absoluta le obligó a pactar con Nueva Zelanda Primero formando un gobierno de coalición.

## Contexto
Aunque el Partido Nacional había obtenido una mayoría absoluta en la cámara legislativa en las pasadas elecciones, esta era muy exigua (50 de 99 escaños). La situación cambió cuando varios de los diputados del Partido Nacional se separaron del grupo, uniéndose a Nueva Zelanda Primero, formando nuevos partidos como Unidos o registrándose como independientes, lo que dejó al gobierno en minoría. La nueva situación forzó al Partido Nacional a buscar apoyos en las formaciones minoritarias, que pronto exigieron una reforma del sistema electoral. En 1992 se celebró un referéndum no vinculante para consultar a la ciudadanía neozelandesa sobre si era necesario un cambio del sistema electoral y, en caso afirmativo, cuál era el sistema preferido. Finalmente, el 53,86% del electorado votó a favor del cambio en el sistema electoral y el 64,95% optó por un sistema de representación proporcional mixta.
Al celebrarse las elecciones, el Partido Nacional volvió a ganarlas, aunque muy lejos de la mayoría absoluta establecida en 61 escaños. Los laboristas también perdió votos y escaños, aunque en menor proporción. Los principales beneficiarios del nuevo sistema electoral fueron los pequeños partidos que se habían formado en los últimos años, en especial el nacionalista Nueva Zelanda Primero, que obtuvo 17 escaños y quedó en una posición de "partido bisagra". Tras un debate interno sobre si apoyar un gobierno de coalición con el Partido Nacional o el Partido Laborista, el 10 de diciembre su líder, Winston Peters, declaró su intención de formar gobierno con el Partido Nacional, manteniendo a jim Bolger como primer ministro.